# Bunker Cwm
Bunker Cwm (englisch für Bunkerkar) ist ein vergletschertes Kar in der antarktischen Ross Dependency. In der Holland Range liegt es unterhalb einer Geländestufe 16 km westlich des Mount Miller. Vom benachbarten Bowden-Firnfeld trennt es eine 600 m hohe Felswand. Aus diesem nahezu vollständig umschlossenen Bergkessel fließt ein kleiner, bislang unbenannter Gletscher zum Lowery-Gletscher ab.
Wissenschaftler einer von 1959 bis 1960 durchgeführten Kampagne der New Zealand Geological Survey Antarctic Expedition benannten das Kar deskriptiv.